# Cleidecosta
Cleidecosta là một chi bọ cánh cứng trong họ 
Elateridae.
Chi này được miêu tả khoa học năm 2002 bởi Johnson.

## Các loài
Các loài trong chi này gồm:
- Cleidecosta glyphoderus (Candèze, 1865)
- Cleidecosta obscurus (Costa, 1975)